# Hard Boiled
A Hard Boiled a Jaffa Kiadó által 2015-ben indított könyvsorozat, amelyben a hardboiled irodalom krimi- és bűnügyi regényeit adják ki.

## A sorozat kötetei
- Philip Kerr: Halálos március
- Elmore Leonard: Gengszterek földjén
- Harlan Coben: Nincs üzlet
- Jeff Abbott: Ennek rossz vége lesz
- Robert van Gulik: Költők és gyilkosok
- Harlan Coben: Az idegen
- James Ellroy: Perfídia
- Jeff Abbott: Black Jack Point
- Philip Kerr: Kieső helyen
- Elmore Leonard: Tishomingo Blues
- Harlan Coben: Necces
- Jeff Abbott: Öntörvény
- Philip Kerr: Sápadt gonosztevő
- Elmore Leonard: Sima ügy
- Harlan Coben: Nem versz át
- Harlan Coben: Hazatérsz
- Jeff Abbott: Felejts már el!
- James Ellroy: Hollywood noktürn
- Tod Goldberg: Gengszterváros
- Harlan Coben: Ne engedj el!
- James Ellroy: Gyilkos az úton
- Jeff Abbott: Rögeszme
- Harlan Coben: Szökevények